# Parathesis calophylla
Parathesis calophylla är en viveväxtart som beskrevs av J. D. Smith. Parathesis calophylla ingår i släktet Parathesis och familjen viveväxter. Inga underarter finns listade i Catalogue of Life.